# Crittosistema
In crittografia un crittosistema è un assieme di algoritmi crittografici che realizzano un particolare servizio di sicurezza, tipicamente allo scopo di raggiungere confidenzialità tramite cifratura.
Un crittosistema consiste tipicamente di tre algoritmi: uno per la generazione della chiave crittografica, uno per la cifratura ed uno per la decifratura. Di conseguenza il termine crittosistema è più spesso usato quando è importante l'algoritmo di generazione della chiave. Per questo motivo il termine crittosistema è comunemente usato per riferirsi alle tecniche crittografiche a chiave pubblica, mentre per le tecniche  a chiave simmetrica vengono usati indifferentemente i termini cifrario e crittosistema.
| Controllo di autorità | GND (DE) 4209132-9 |